# Joan Condijts
Joan Condijts est un journaliste et écrivain belge, né à Bruxelles le 14 octobre 1975. En 2018, il a co-fondé LN24 la première chaîne d'information belge en continu.

## Biographie
Après avoir écrit son premier article dans Le Monde en 1997, décroché un diplôme en journalisme à l'Université libre de Bruxelles (ULB), un troisième cycle en relations européennes à l'Université de Strasbourg, Joan Condijts a entamé une carrière de journaliste au quotidien Le Soir en 1998. Il y dirige, entre 2008 et 2013, le service économique. En 2013, il succède à Martine Maelschalck en devenant, à 37 ans, rédacteur en chef du journal économique L'Écho. En 2018, il crée avec Martin Buxant LN24, la première chaîne d'information en continu en Belgique,, LN24 dont il prend la tête. 
En décembre 2021, parallèlement à la prise de majorité du groupe IPM dans LN24, il annonce sa décision de quitter ses fonctions d'administrateur-délégué et publie un texte d'adieux plébiscité par les réseaux sociaux.
En 2015, il a obtenu un Master Business & Organizational Leadership à l'Antwerp Management School.
Il a co-écrit, avec Feryel Gadhoum, GDF-Suez, le dossier secret de la fusion (Michalon), publié en 2008,, et, avec Paul Gérard et Pierre-Henri Thomas, La Chute de la Maison Fortis (JC Lattès), édité en 2009,.
En 2014, il a publié son premier roman, L’Homme qui ne voulait plus être roi (Genèse édition),. En 2018, il a publié son deuxième roman Les Sœurs De Vlaeminck (Genèse),,,.
Le 22 octobre 2022, il rejoint le cabinet de la Ministre des Affaires Étrangères Hadja Lahbib comme chef de cabinet adjoint chargé de la stratégie et de la communication. 
En mai 2023, il quitte le cabinet de la Ministre des Affaires étrangères et devient CEO du groupe Deficom.
En octobre 2023, il prend la direction éditoriale de l'édition Belgique et Luxembourg du magazine Forbes qui sera lancée en 2024.

## Publications
- GDF Suez, le dossier secret de la fusion, coécrit avec Feryel Gadhoum, Michalon, 2008, Paris
- La Chute de la Maison Fortis, coécrit avec Paul Gérard et P-H Thomas, JC Lattès, 2009, Paris
- L’Homme qui ne voulait plus être roi, Genèse, 2014, Paris
- Les Sœurs de Vlaeminck, Genèse, 2018, Paris